# Danil Glebov
Danil Aleksandrovich Glebov (en ruso: Данил Александрович Глебов; Tomsk, 3 de noviembre de 1999) es un futbolista ruso. Juega de centrocampista y su equipo es el F. C. Dinamo Moscú de la Liga Premier de Rusia. Es internacional absoluto por la selección de Rusia desde 2021.

## Trayectoria
Glebov debutó en la Liga Premier de Rusia con el FK Anzhí Majachkalá el 1 de septiembre de 2018 ante el PFC Krylia Sovetov Samara.
El 19 de enero de 2019 fichó por el F. K. Rostov. En seis años disputó 191 partidos, en los que anotó doce goles, y el 20 de febrero de 2025 fue traspasado al F. C. Dinamo Moscú.

## Selección nacional
Debutó con la selección de Rusia el 11 de noviembre de 2021 ante Chipre.

## Estadísticas
Actualizado al último partido disputado el 24 de mayo de 2025.
| Club                       | Div.          | Temporada     | Liga  | Liga  | Copas nacionales | Copas nacionales | Copas internacionales | Copas internacionales | Total | Total |
| Club                       | Div.          | Temporada     | Part. | Goles | Part.            | Goles            | Part.                 | Goles                 | Part. | Goles |
| -------------------------- | ------------- | ------------- | ----- | ----- | ---------------- | ---------------- | --------------------- | --------------------- | ----- | ----- |
| F. K. Anzhi "II" · Rusia   | 3.ª           | 2017-18       | 4     | 0     | —                | —                | —                     | —                     | 4     | 0     |
| F. K. Anzhi "II" · Rusia   | Total club    | Total club    | 4     | 0     | 0                | 0                | 0                     | 0                     | 4     | 0     |
| F. K. Anzhi · Rusia        | 1.ª           | 2017-18       | 1     | 0     | 0                | 0                | —                     | —                     | 1     | 0     |
| F. K. Anzhi · Rusia        | 1.ª           | 2018-19       | 8     | 0     | 2                | 0                | —                     | —                     | 10    | 0     |
| F. K. Anzhi · Rusia        | Total club    | Total club    | 9     | 0     | 2                | 0                | 0                     | 0                     | 11    | 0     |
| F. K. Rostov · Rusia       | 1.ª           | 2018-19       | 8     | 0     | 3                | 0                | —                     | —                     | 11    | 0     |
| F. K. Rostov · Rusia       | 1.ª           | 2019-20       | 19    | 0     | 2                | 0                | —                     | —                     | 21    | 0     |
| F. K. Rostov · Rusia       | 1.ª           | 2020-21       | 26    | 1     | 1                | 0                | 1                     | 0                     | 28    | 1     |
| F. K. Rostov · Rusia       | 1.ª           | 2021-22       | 30    | 4     | 1                | 0                | —                     | —                     | 31    | 4     |
| F. K. Rostov · Rusia       | 1.ª           | 2022-23       | 28    | 4     | 10               | 0                | —                     | —                     | 38    | 4     |
| F. K. Rostov · Rusia       | 1.ª           | 2023-24       | 30    | 2     | 9                | 0                | —                     | —                     | 39    | 2     |
| F. K. Rostov · Rusia       | 1.ª           | 2024-25       | 17    | 1     | 6                | 0                | —                     | —                     | 23    | 1     |
| F. K. Rostov · Rusia       | Total club    | Total club    | 158   | 12    | 32               | 0                | 1                     | 0                     | 191   | 12    |
| F. C. Dinamo Moscú · Rusia | 1.ª           | 2024-25       | 10    | 1     | 2                | 0                | —                     | —                     | 12    | 1     |
| F. C. Dinamo Moscú · Rusia | Total club    | Total club    | 10    | 1     | 2                | 0                | 0                     | 0                     | 12    | 1     |
| Total carrera              | Total carrera | Total carrera | 181   | 13    | 36               | 0                | 1                     | 0                     | 218   | 13    |